# Miriam Bulgaru
Miriam Bianca Bulgaru (Alba Iulia, 8 ottobre 1998) è una tennista romena.

## Carriera
Miriam Bulgaru ha vinto 6 titoli in singolare e 3 titoli in doppio nel circuito ITF in carriera. Il 18 settembre 2023 ha raggiunto il miglior piazzamento mondiale nel singolare: 183ª, mentre il 14 giugno 2021 ha raggiunto il best ranking mondiale nel doppio: 371ª.
Ha fatto il suo debutto nel circuito maggiore al BRD Bucarest Open 2018 grazie ad una wildcard per il tabellone principale, venendo sconfitta al primo turno dalla cinese Wang Yafan.

## Circuito WTA 125

### Singolare

#### Vittorie (1)
| N. | Data              | Torneo                             | Superficie  | Avversaria in finale   | Punteggio     |
| 1. | 15 settembre 2024 | Țiriac Foundation Trophy, Bucarest | Terra rossa | Kathinka von Deichmann | 6-3, 1-6, 6-4 |

## Statistiche ITF

### Singolare

#### Vittorie (6)
| Torneo 100000 $ (0) |
| Torneo 80000 $ (0)  |
| Torneo 75000 $ (0)  |
| Torneo 60000 $ (0)  |
| Torneo 50000 $ (0)  |
| Torneo 40000 $ (0)  |
| Torneo 25000 $ (2)  |
| Torneo 15000 $ (3)  |
| Torneo 10000 $ (1)  |

| N. | Data              | Torneo                                   | Superficie  | Avversaria in finale | Punteggio     |
| 1. | 29 maggio 2016    | Galati Women's, Galați                   | Terra rossa | Oana Georgeta Simion | 6-3, 6-1      |
| 2. | 23 settembre 2017 | Varna Open, Varna                        | Terra rossa | Cristina Adamescu    | 6-0, 7-6(5)   |
| 3. | 1º luglio 2018    | Trofeul Curtea de Argeș, Curtea de Argeș | Terra rossa | Andreea Mitu         | 6-4, 7-5      |
| 4. | 7 febbraio 2021   | Artengo Open Series, Adalia              | Terra rossa | Park So-hyun         | 6-2, 6-3      |
| 5. | 25 settembre 2022 | Krka Open Otocec, Otočec                 | Terra rossa | Paula Ormaechea      | 7-5, 6-4      |
| 6. | 10 agosto 2025    | Kursumlijska Women's, Kuršumlija         | Terra rossa | Lina Ǵorčeska        | 5-7, 6-1, 6-0 |

#### Sconfitte (10)
| Torneo 100000 $ (0) |
| Torneo 80000 $ (0)  |
| Torneo 75000 $ (0)  |
| Torneo 60000 $ (1)  |
| Torneo 50000 $ (0)  |
| Torneo 40000 $ (0)  |
| Torneo 25000 $ (5)  |
| Torneo 15000 $ (3)  |
| Torneo 10000 $ (1)  |

| N.  | Data              | Torneo                                     | Superficie  | Avversaria in finale      | Punteggio        |
| 1.  | 22 maggio 2016    | Galati Women's, Galați                     | Terra rossa | Alexandra Perper          | 2-6, 6-1, 6(5)-7 |
| 2.  | 23 luglio 2017    | Trofeul Hotel YMY, Târgu Jiu               | Terra rossa | Gaia Sanesi               | 1-6, 2-6         |
| 3.  | 12 novembre 2017  | Circuito Castellon Spain, Vinaròs          | Terra rossa | Irene Burillo Escorihuela | 2-6, 5-7         |
| 4.  | 10 febbraio 2019  | Magic Tours, Monastir                      | Cemento     | Lara Michel               | 2-6, 3-6         |
| 5.  | 1º settembre 2019 | Vienna Open, Vienna                        | Terra rossa | Tena Lukas                | 7-5, 4-6, 3-6    |
| 6.  | 2 ottobre 2022    | Krka Open Otocec, Otočec                   | Terra rossa | Iryna Šymanovič           | 3-6, 6-3, 3-6    |
| 7.  | 20 novembre 2022  | Nana Heraklion, Heraklion                  | Terra rossa | Lina Ǵorčeska             | 3-6, 4-6         |
| 8.  | 16 aprile 2023    | ForteVillage ITF Trophy, Pula              | Terra rossa | Andreea Prisăcariu        | 6-3, 2-6, 2-6    |
| 9.  | 3 giugno 2023     | Carinthian Ladies Lake´s Trophy, Annenheim | Terra rossa | Jesika Malečková          | 2-6, 0-6         |
| 10. | 10 settembre 2023 | ALPSTAR Ladies Open Vienna, Vienna         | Terra rossa | Tena Lukas                | 5-7, 1-6         |

### Doppio

#### Vittorie (3)
| Torneo 100000 $ (0) |
| Torneo 80000 $ (0)  |
| Torneo 75000 $ (0)  |
| Torneo 60000 $ (0)  |
| Torneo 50000 $ (0)  |
| Torneo 40000 $ (0)  |
| Torneo 25000 $ (2)  |
| Torneo 15000 $ (1)  |
| Torneo 10000 $ (0)  |

| N. | Data             | Torneo                                               | Superficie  | Partner            | Avversarie                                | Punteggio         |
| 1. | 3 novembre 2018  | Open ACV Ciutat de Sant Cugat, Sant Cugat del Vallès | Terra rossa | Nicoleta Dascălu   | Andreea Roșca Renata Zarazúa              | 6--1, 4-6, [10-7] |
| 2. | 16 febbraio 2019 | Magic Tours, Monastir                                | Cemento     | Cristina Ene       | Andrea Lázaro García Despoina Papamichaīl | 6-3, 7-6(5)       |
| 3. | 25 giugno 2022   | Swiss Tennis International Tour, Klosters            | Terra rossa | Brenda Fruhvirtová | Tayisiya Morderger Yana Morderger         | 6-0, 6-1          |

#### Sconfitte (5)
| Torneo 100000 $ (0) |
| Torneo 80000 $ (0)  |
| Torneo 75000 $ (0)  |
| Torneo 60000 $ (0)  |
| Torneo 50000 $ (0)  |
| Torneo 40000 $ (0)  |
| Torneo 25000 $ (3)  |
| Torneo 15000 $ (2)  |
| Torneo 10000 $ (0)  |

| N. | Data             | Torneo                                            | Superficie  | Partner          | Avversarie                         | Punteggio            |
| 1. | 18 febbraio 2017 | Soho Square Egypt Women's Future, Sharm el-Sheikh | Cemento     | Elena Bogdan     | Britt Geukens Magali Kempen        | 3-6, 6-2, [7-10]     |
| 2. | 30 giugno 2017   | Bucharest Women's, Bucarest                       | Terra rossa | Elena Bogdan     | Cristina Ene Alexandra Perper      | 6–4, 3–6, [4–10]     |
| 3. | 28 febbraio 2020 | Open GDF SUEZ de la Ville de Macon, Mâcon         | Cemento (i) | Estelle Cascino  | Audrey Albié Marine Partaud        | 6-3, 6(3)-7, [10-12] |
| 4. | 5 settembre 2020 | Marbella Intecracy ITF Cup, Marbella              | Terra rossa | Victoria Muntean | Alina Čaraeva Oksana Selechmet'eva | 3-6, 2-6             |
| 5. | 13 marzo 2021    | KPIT MSLTA ITF Womens Tennis Tournament, Pune     | Cemento     | Riya Bhatia      | Rutuja Bhosale Emily Webley-Smith  | 3–6, 2–6             |